# Paul Nieborowski
Paul Waldemar Nieborowski (ur. 9 lutego 1873 w Ornontowicach, zm. 3 kwietnia 1948 w Mönchengladbach) – niemiecki duchowny katolicki, pisarz i historyk.

## Życiorys
Był synem kowala i właściciela kuźni Pawła oraz Anny z domu Ledwoch, pochodzącej z Gliwic. W tym samym mieście ukończył gimnazjum, a potem studiował filozofię i teologię na Uniwersytecie Wrocławskim i Królewieckim. 21 czerwca 1897 otrzymał święcenia kapłańskie i pojechał na pierwszą placówkę duszpasterską (był kapelanem) do Frydlandu. W 1898 został wikariuszem w Leśniku, a od 1899 przebywał na parafii Najświętszej Maryi Panny w Bytomiu. Od 1900 był administratorem parafii w Byczynie, a potem jej proboszczem. W latach 1905–1920 był proboszczem w Rychtalu, a w 1906 administrował również parafią w Kowalowicach. W 1910 doktoryzował się z filozofii na Uniwersytecie Wrocławskim. Był dyrektorem wrocławskiego wydawnictwa Wahlstatt.
Do końca życia zdecydowanie sprzeciwiał się wszelkim polskim prawom do Śląska.

## Życie prywatne
Miał dwóch braci, Huberta i Józefa – duchownego rzymskokatolickiego i misjonarza.

## Twórczość
Był autorem niemieckich dzieł ojczyźnianych (tzw. Heimatliteratur). Powoływał się (wśród innych niemieckojęzycznych pisarzy śląskich) na „rozszczepioną duszę śląską” (niem. die gespaltene Seele), które to rozszczepienie przezwyciężyć można było według niego tylko w drodze aktu woli, poprzez proces germanizacyjny. Swój dramat zatytułowany Der Einsiedler am Zobten poświęcił antagonizmom między polskimi a zgermanizowanymi przedstawicielami rodu śląskich Piastów.

## Dzieła
Wybrane dzieła:

- Lieder zu Trotzkopfs Heilige Nacht: Weihnachtsspiel mit Gesang in 4 Akten, 1913
- Peter von Wormdith: ein Beitrag z. Geschichte d. Deutsch-Ordens, 1915
- Oberschlesien, Polen und der Katholizismus, 1919
- Landsmann, ich rate dir gut!, 1920
- Dobra rada księdza katolickiego o glosowaniu, 1920
- Kaiser Karls Blut: Schlesische Trilogie, 1921
- Oberschlesien und Polen in Hinsicht auf Kultur und Religion, 1922
- Der deutsche Orden und Polen in der Zeit des größten Konfliktes, 1924
- Die Erbschaft Korfantys, 1925
- Die Sakramentsritter: Ein Heldenbuch d. deutschen Ostmark, 1930
- Die selige Dorothea von Preussen, 1933
- Festschrift zur 700-Jahr-Feier der Gemeinde Glausche, Kr. Namslau, 1933[6]